# جیم لیندبرگ
جیم لیندبرگ (انگلیسی: Jim Lindberg؛ زادهٔ ۲۶ ژوئیهٔ ۱۹۶۵) یک موسیقی‌دان اهل ایالات متحده آمریکا است.